# Люттервелд
Люттервелд (нід. Lutterveld) — селище в нідерландській провінції Гелдерланд. Входить до муніципалітету Бюрен. Перша згадка про селище датується 1899 роком. Його назва буквально перекладається як «маленьке поле». Наразі у селищі нараховується близько 25 будинків.